# 足立区立千寿青葉中学校
足立区立千寿青葉中学校（あだちくりつ せんじゅあおばちゅうがっこう）は、東京都足立区千住宮元町にある公立中学校。
2022年1月より新校舎利用開始。私立のようなきれいな校舎で、照明や水道が自動で起動。教室の広さは普通だが、木を基調として温かみがあり、廊下やトイレもきれい。中庭に面してガラスばりの窓が各フロアにあり、校舎内に明かりを取り入れている。

## 沿革
- 2003年（平成15年）4月1日 - 足立区立第三中学校と足立区立第十五中学校を統合し開校。
- 2003年（平成15年）4月7日 - 旧第三中学校にて開校式挙行。(生徒数307名)
- 2003年（平成15年）4月8日 - 第一回入学式挙行。(新入生徒数143名)
- 2003年（平成15年）5月1日 - PTA結成。
- 2003年（平成15年）9月1日 - 旧第十五中学校校舎に移転。
- 2003年（平成15年）11月8日 - 開校記念式典挙行
- 2004年（平成16年）3月19日 - 第一回卒業式挙行。(卒業生徒数155名)
- 2005年   (平成17年）3月18日 - 第二回卒業式挙行。（卒業生徒数141名）
- 2005年（平成17年）4月7日 - 第三回入学式挙行 。(新入生徒数 85名)
- 2006年   (平成18年）3月17日 - 第四回卒業式挙行 。（卒業生徒数 45名）
- 2006年（平成18年）4月7日 - 第四回入学式挙行。（新入生徒数 76名）

## 教育目標
- 生命と人間尊重の精神と基調とし、自ら学ぶ意欲をもち、社会の変化に主体的に対応し、国際社会で活躍できる徳・知・体の調和のとれた人間性豊かな生徒を育成する。
- 教育活動推進の指針
  - 活発で礼儀正しい生徒
  - 自ら学び、粘り強く努力する生徒
  - 心身ともに健康で、心豊かな生徒
- 生徒の行動指針(校訓)「進取・気概・誠実」
  - 進取 : 進んで物事に取り組んでいく
  - 気概 : 困難にくじけない強い意志を持つ
  - 誠実 : 真心があって、相手の気持ちなどを考え、行動する

## 校名の由来
中学生として、青葉のようなみずみずしい感性と柔軟な心を持った生徒に育ってほしいという思いと、春に芽吹く新緑の青葉に新しい学校の未来を重ね、21世紀にふさわしい校名ということで名づけられた。

## 校章の由来
生き生きとした青葉を象徴させて、生徒たちも生き生きとした学校生活を送ってほしいという意味を込めてデザインされている。

## 部活動
2023年度の部活動。
体育系
- バスケットボール部
- 野球部（令和7年度より新入部員を募集再開）
- サッカー部
- バレーボール部
- 卓球部
- バドミントン部
- 硬式テニス(2023〜初心者の生徒も活動開始)
- ダンス部

文化系
- 吹奏楽部
- アート部
- パソコン部
- 書道部（令和６年度より新入部員を募集しない）

現在は活動していない部活動
- 新体操部(2016年度の活動を最後に休止)
  - 平成27年度全国中学校体育大会第46回全国中学校新体操選手権大会　準優勝
  - 平成26年度全国中学校体育大会第45回全国中学校新体操選手権大会　第三位
  - 平成25年度全国中学校体育大会第44回全国中学校新体操選手権大会　第十一位
- ソフトテニス部(2012年度の活動を最後に休止)
- 柔道部(2015年度の活動を最後に休止)

## 成績
| 年度           | 平成25年度 | 平成26年度 | 平成27年度 | 平成28年度 | 平成29年度 | 平成30年度 |
| -------------- | ---------- | ---------- | ---------- | ---------- | ---------- | ---------- |
| 順位           | 22         | 9          | 10         | 7          | 5          | 16         |
| 足立区中学校数 | 37         | 37         | 37         | 36         | 35         | 35         |

|                  | 第一学年時 | 第二学年時 | 第三学年時 |
| ---------------- | ---------- | ---------- | ---------- |
| 平成25年度入学生 | 29         | 13         | 13         |
| 平成26年度入学生 | 8          | 9          | 13         |
| 平成27年度入学生 | 15         | 5          | 3          |
| 平成28年度入学生 | 29         | 7          | 9          |
| 平成29年度入学生 | 21         | 23         |            |

## 委員会活動一覧
2023年度の委員会活動一覧。
- 生徒会
- 学年委員会
- 生活委員会
- 美化委員会
- 図書委員会
- 保健委員会
- 給食委員会
- 放送委員会
- 選挙管理委員会

## 学校行事
- 4月 
  - 着任式・始業式
  - 入学式
  - 離任式
  - 保護者会
- 5月 
  - 生徒総会
  - 魚沼自然教室(第1学年)
  - 運動会
- 6月 
  - 体力調査身体測定
  - SNS講習会
  - 道徳地区公開講座
  - 学校公開
  - 学校説明会
  - 中間考査
- 7月 
  - 教育相談月間
  - 三者面談
  - ゲストティーチャー授業(第1学年)
  - 引き渡し訓練
  - 保護者会
  - 夏季休業開始
- 8月
- 9月
  - 地域連携避難訓練
  - 期末考査
  - 生徒会役員選挙
  - 京都・奈良修学旅行(第3学年)
  - 職場訪問(第1学年)
  - 開校記念日
- 10月
  - ゲストティーチャー授業(第2学年)
  - 前期終業式
  - 後期始業式
  - 三者面談(第3学年)
  - 学校公開
  - 交通安全講習会
  - 弁当の日
  - 文化祭
- 11月
  - 薬物乱用防止教室
  - 中間考査
  - 授業参観
  - 親子クリーン作戦
  - 救急救命講習(第3学年)
  - 鎌倉校外学習(第2学年)
- 12月
  - 教育相談月間
  - 三者面談
  - 租税教室(第3学年)
  - 進路講習会(第2学年)
  - 冬季休業開始
- 1月
  - 全校席書大会
  - 百人一首大会(第1・2学年)
  - 職場体験学習(第2学年)
- 2月
  - 都内校外学習(第1学年)
  - 新入生保護者説明会
  - 学年末考査
- 3月
  - 球技大会
  - 校外学習(第3学年)
  - 卒業式
  - 保護者会
  - 修了式
  - 春季休業開始

## 歴代校長
- 初代-田本登喜雄（在任：2003年 - 2004年）
- 2代-花岡恵三（在任：2004年 - 2012年）
- 3代-小関朝之（在任：2012年 - 2015年）
- 4代-野邉隆志（在任：2015年 - 2016年10月）
- 5代-鈴木幸雄（在任：2016年10月 - 2023年）
- 6代-根本幸男（在任：2023年 - ）

## 通学区域
- 足立区立千寿双葉小学校区
  - 千住大川、千住寿町、千住元町、千住柳町
- 足立区立千寿桜小学校区
  - 小台一丁目27番から最後まで、千住桜木一丁目、千住桜木二丁目、千住龍田町、千住緑町三丁目、千住宮元町14番から最後まで、千住中居町[1]

## 学校の周辺
周辺施設
- 千住中居町郵便局

周辺道路
- 国道四号線
- 墨堤通り

## 交通アクセス
- 北千住駅より1000m
- 京成電鉄京成本線千住大橋駅より850m

## 主な出身者
- 須藤英雄 - 柔道家
- 平岡麻美 - 柔道家